# Anastasija Mirončyk-Ivanova
Anastasija Sjarheeŭna Mirončyk-Ivanova, accreditata come Nastassia Mironchyk-Ivanova dalla IAAF (in bielorusso Анастасія Сяргееўна Мірончык-Іванова?; Sluck, 13 aprile 1989), è una lunghista bielorussa.

## Palmarès
| Anno | Manifestazione    | Sede       | Evento         | Risultato | Prestazione | Note                          |
| ---- | ----------------- | ---------- | -------------- | --------- | ----------- | ----------------------------- |
| 2008 | Mondiali juniores | Bydgoszcz  | Salto in lungo | Argento   | 6,46 m      |                               |
| 2009 | Europei under 23  | Kaunas     | Salto in lungo | Argento   | 6,76 m      |                               |
| 2009 | Mondiali          | Berlino    | Salto in lungo | 10ª       | 6,29 m      |                               |
| 2010 | Europei           | Barcellona | Salto in lungo | 6ª        | 6,75 m      |                               |
| 2011 | Europei indoor    | Parigi     | Salto in lungo | 6ª        | 6,55 m      |                               |
| 2011 | Europei under 23  | Ostrava    | Salto in lungo | 6ª        | 6,54 m      |                               |
| 2011 | Mondiali          | Taegu      | Salto in lungo | Bronzo    | 6,74 m      |                               |
| 2012 | Mondiali indoor   | Istanbul   | Salto in lungo | 5ª        | 6,64 m      |                               |
| 2015 | Europei indoor    | Praga      | Salto in lungo | 10ª (q)   | 6,50 m      |                               |
| 2015 | Mondiali          | Pechino    | Salto in lungo | 9ª        | 6,66 m      |                               |
| 2016 | Mondiali indoor   | Portland   | Salto in lungo | 9ª        | 6,56 m      |                               |
| 2018 | Europei           | Berlino    | Salto in lungo | 5ª        | 6,58 m      |                               |
| 2019 | Europei indoor    | Glasgow    | Salto in lungo | Argento   | 6,93 m      | Miglior prestazione personale |
| 2019 | Mondiali          | Doha       | Salto in lungo | 5ª        | 6,76 m      |                               |
| 2021 | Europei indoor    | Toruń      | Salto in lungo | 4ª        | 6,72 m      |                               |
| 2021 | Giochi olimpici   | Tokyo      | Salto in lungo | 14ª (q)   | 6,55 m      |                               |